# Vincent Spano
Vincent Spano (* 18. Oktober 1962 in New York City, New York) ist ein US-amerikanischer Schauspieler und Filmregisseur.

## Leben und Wirken
Vincent Spano besuchte die Stuyvesant High School in New York und machte im Alter von 14 Jahren seine ersten professionellen Bühnenerfahrungen. Er spielte eine Rolle in dem Theaterstück The Shadow Box, welches 1977 am Broadway aufgeführt wurde und mehrere Auszeichnungen erhielt. Im Jahr 1979 erschien Spano auf der Leinwand in seinen ersten beiden Spielfilmrollen in The Double McGuffin (neben der Schauspielerin Elke Sommer) und Over the Edge. In den 1980er und 1990er Jahren übernahm der südländisch-indianisch wirkende Spano durchweg Haupt- und große Nebenrollen, so die des italo-amerikanischen Arbeiterjungen „The Sheik“ in der Romanze Baby it’s You und die des Nick in dem Familien-, Arbeitswelt- und Großstadtdrama Stadt der Hoffnung. Dennoch gelang Spano nie der Sprung an die Spitze von Hollywoods Nachwuchsstars.
Im Jahr 1984 spielte er in Maria's Lovers eine Rolle an der Seite von Nastassja Kinski. Mit dieser hat er einen Sohn, den 1984 geborenen Aljosha Nakzynski.

## Filmografie (Auswahl)
- 1979: The Double McGuffin
- 1979: Wut im Bauch (Over the Edge)
- 1982: A Stranger Is Watching
- 1982: Baby it’s You (Baby it’s You)
- 1983: Der schwarze Hengst kehrt zurück (The Black Stallion Returns)
- 1983: Rumble Fish
- 1984: Alphabet City
- 1984: Maria’s Lovers
- 1985: Creator – Der Professor und die Sünde (Creator)
- 1986: Blood Ties
- 1987: Good Morning, Babylon (Good Morning, Babylonia)
- 1988: Adams kesse Rippe (And God Created Woman)
- 1988: High Frequency – Tödliche Signale (Qualcuno in ascolto)
- 1989: Rosso veneziano – Eine mörderische Affäre (Rouge Venise)
- 1991: Oscar – Vom Regen in die Traufe (Oscar)
- 1991: Stadt der Hoffnung (City of Hope)
- 1992: Starfighter des Todes (Afterburn, Fernsehfilm)
- 1993: Überleben! (Alive)
- 1993: Geschichten aus der Gruft (Tales from the Crypt, Fernsehserie, Folge 5x06)
- 1993: Indian Summer – Eine wilde Woche unter Freunden (Indian Summer)
- 1995: Blood Line (The Tie That Binds)
- 1997: Bedingungslos – Im Netz der Leidenschaft (No Strings Attached)
- 1997: Medusa’s Child – Atombombe an Bord der 737 (Medusa’s Child)
- 1998: In den Straßen von Brooklyn (A Brooklyn State of Mind)
- 1999: Märchenprinz verzweifelt gesucht (Goosed)
- 2000: God’s Army III – Die Entscheidung (The Prophecy 3: The Ascent)
- 2001: Texas Rangers
- 2002: Ratten – Sie sind überall! (The Rats)
- 2003: Eiskalte Stille (Silence)
- 2005: Erdrutsch – Wenn die Welt versinkt (Landslide)
- 2006–2009: Law & Order: Special Victims Unit (Fernsehserie, 5 Folgen)
- 2007: Plötzlich Star! – Eine moderne Marc Twain Story (A Modern Twain Story: The Prince and the Pauper)
- 2007: Pandemic – Tödliche Erreger (Pandemic)
- 2008: Gestohlene Worte – Der Roman des Todes (Grave Misconduct)
- 2009: Fatal Secrets – Schuld und Vergeltung (Balancing the Books)
- 2011: Sangue Caldo – Heißes Blut (Film Italiano)
- 2011: Dr. House (House M.D., Fernsehserie, Folge 8x08)
- 2013: April Rain
- 2014: The Mentalist (Fernsehserie, Folge 6x22)
- 2014: Castle (Fernsehserie, Folge 7x10)
- 2020: The Comeback Trail
- 2020: Half Brothers
- 2021: Torch
- 2023: Wonderwell

## Regie (Auswahl)
- 1994 Geschichten aus der Gruft (Tales from the Crypt, Episode: Two For The Show)
- 2002 Tony & Bobby
- 2002 High Expectations
- 2003 Bet Runner
- 2004 Me and My Daddy